# آسانو ناگاهیرو
آسانو ناگاهیرو، آسانو دایگاکو (به ژاپنی: 浅野長広); ۱۱ دسامبر ۱۶۷۰ – ۲۰ ژوئیهٔ ۱۷۳۴) سامورایی، هاتاموتو (گماشته مقام بالا در شوگون‌سالاری توکوگاوا)، در دوره ادو در قلمروی آکو اهل ژاپن بود. وی پسر آسانو ناگاتومو و برادر کوچکتر آسانو ناگانوری شخصیت اصلی در رویداد چهل و هفت رونین (۱۷۰۱) است.